# Jezlā
Jezlā (persiska: جزلا, جيزلا, جَزلا) är en ort i Iran.   Den ligger i provinsen Zanjan, i den nordvästra delen av landet, 280 km nordväst om huvudstaden Teheran. Jezlā ligger 647 meter över havet och antalet invånare är 686.
Terrängen runt Jezlā är kuperad åt nordost, men åt sydväst är den bergig.Runt Jezlā är det ganska glesbefolkat, med 47 invånare per kvadratkilometer. Närmaste större samhälle är Chavarzaq, 3,7 km öster om Jezlā. Trakten runt Jezlā består i huvudsak av gräsmarker.